# Символіка
Символіка — сукупність символів, які використовуються певною групою осіб, організацією, громадським чи політичним утворенням, державою тощо.

## Історія
Історія виникнення символіки сягає у глиб часів на сотні тисяч років до часу пізнього Палеоліту, коли люди жили в печерах, на стінах яких зображували символи своїх релігійних вірувань та уявлень про життя. Спочатку символам приписувалося містичне, сакральне походження і вони розглядалися виключно як щось незбагненне для людини, апріорі недоступне людській свідомості.
У різні епохи ставлення до символіки було неоднаковим. У середньовічній Європі символи відігравали істотну роль в світорозумінні людей (обряди, релігія, архітектура, геральдика тощо).
В епоху Реформації ставлення до символів докорінно змінилося в сторону безпосереднього, прямого розуміння речей.

## Приклади
- Державні символи України
- Олімпійська символіка
- Математична символіка
- Християнська символіка
- Символіка ЛГБТ
- Гендерна символіка